# Krokodilhaai
De krokodilhaai (Pseudocarcharias kamoharai) is een haai uit de familie van krokodilhaaien (Pseudocarchariidae).

## Kenmerken
Deze kleine, cilindrische haai kan een maximale lengte bereiken van 110 cm. Het lichaam heeft een langgerekte vorm met een flinke snuit en grote tanden. De kaken kunnen opvallend ver worden uitgestulpt om een prooi te pakken. De vis heeft twee rugvinnen en één aarsvin.

## Leefwijze
Om een prooi te pakken, volgt hij deze 's nachts naar het zeeoppervlak, maar 's ochtends laat hij zich weer afzakken naar diepere, donkere wateren, waar hij dankzij zijn grote ogen goed kan zien. Voor mensen is hij niet echt gevaarlijk.

## Voortplanting
De jongen voeren in de baarmoeder een kannibalistisch leven, omdat ze andere embryo's opeten. Meestal blijft er maar een jong per baarmoeder over, die zijn broertjes en zusjes heeft opgegeten. Het kan ook voorkomen, dat twee embryo's overleven.

## Verspreiding
De soort komt voor in de subtropische wateren in de Atlantische Oceaan, de Grote Oceaan en de Indische Oceaan. De haai leeft tot maximaal 600 meter onder het zeeoppervlak en komt niet vaak bij de kust.

## Relatie met de mens
De krokodilhaai staat op de Rode Lijst als niet bedreigd. Deze soort is dan ook niet van commercieel belang voor de visserij. Voor de mens is deze haai geheel ongevaarlijk.